# Yoshihiko Itō
Yoshihiko Itō (伊藤 義彦, Itō Yoshihiko, né en 1951) est un photographe japonais.